# Karim Adeyemi
Pour les articles homonymes, voir Adeyemi.
Karim Adeyemi, né le 18 janvier 2002 à Munich en Allemagne, est un footballeur international allemand qui joue au poste d'avant-centre et d'ailier au Borussia Dortmund.

## Biographie

### En club

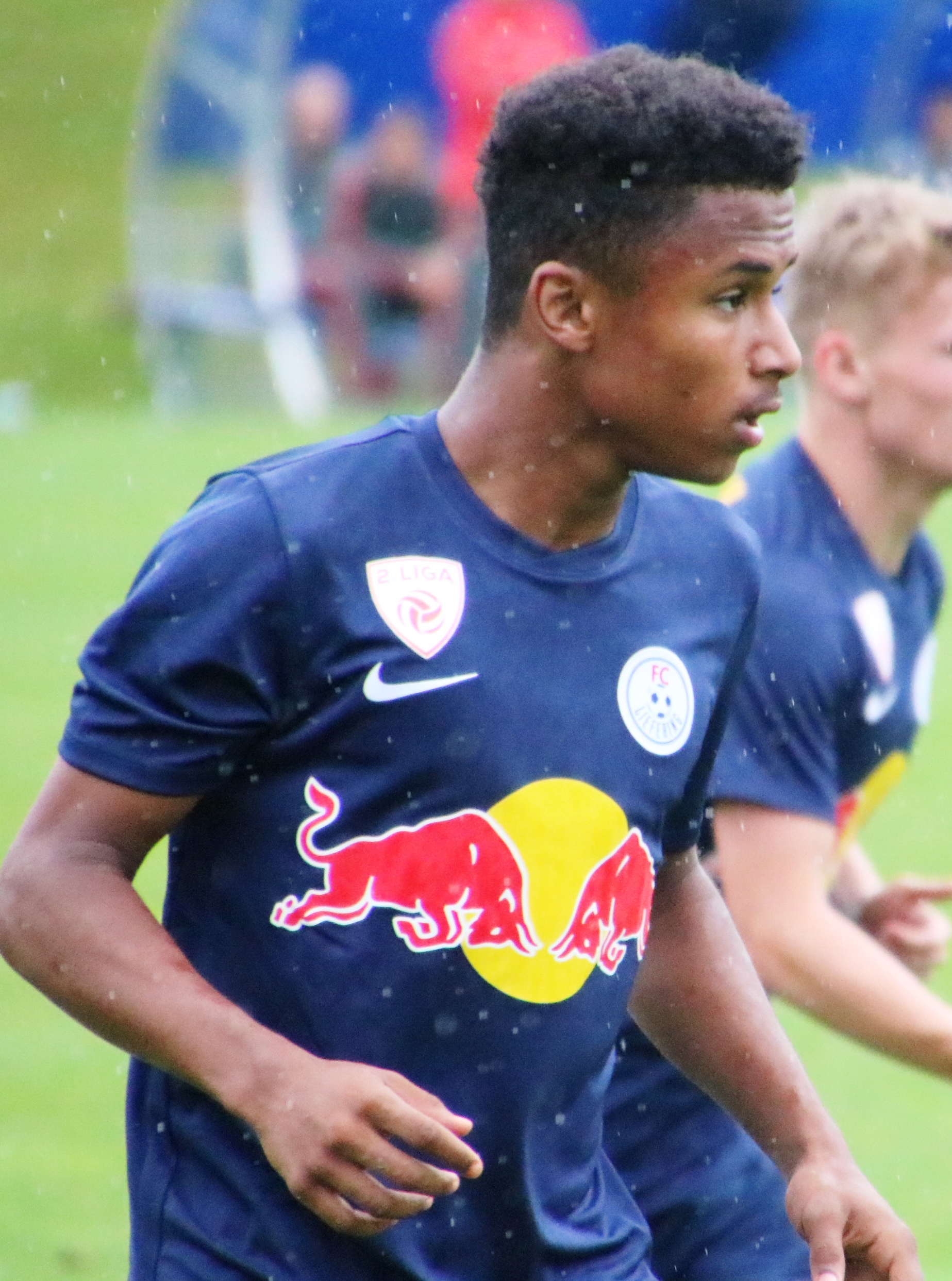
Adeyemi avec le FC Liefering.

Natif de Munich en Allemagne, d'un père nigérian et d'une mère roumaine.
En juillet 2018, Adeyemi est prêté au FC Liefering, club partenaire du RB Salzbourg. Il joue son premier match en professionnel le 1er septembre 2018 face au SC Austria Lustenau, lors d'une rencontre de championnat perdue par son équipe (1-0).
En septembre 2019 il reçoit la Médaille Fritz Walter d'or, qui récompense les meilleurs jeunes allemands, pour la catégorie des moins de 17 ans.
Adeyemi fait son retour à Salzbourg en janvier 2020. Il joue son premier match le 20 février 2020, lors d'une rencontre de Ligue Europa perdue contre l'Eintracht Francfort (1-4), où il entre en jeu à la place de Masaya Okugawa. Il remporte son premier trophée, la coupe d'Autriche, en entrant en jeu à la place de Patson Daka lors de la finale remportée le 29 mai 2020 face au SC Austria Lustenau. Il se distingue ce jour-là en délivrant une passe décisive à Sékou Koïta sur le dernier but des siens (0-5).

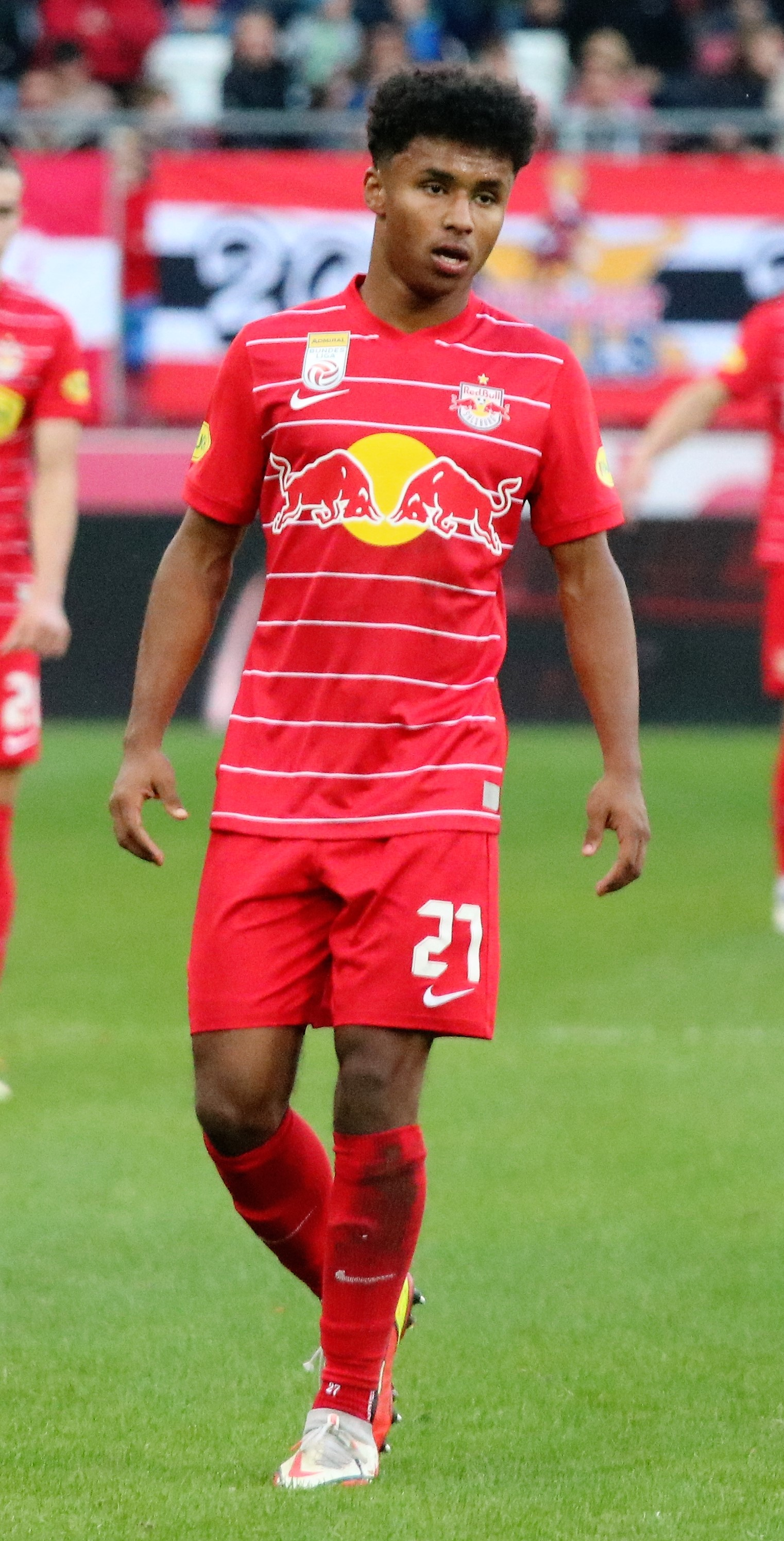
Adeyemi en 2021 avec le Red Bull Salzbourg.

Lors de la saison 2019-2020, Adeyemi découvre la Ligue des champions, jouant son premier match dans la compétition le 25 novembre 2020 face au Bayern Munich. Il entre en jeu à la place de Zlatko Junuzović lors de cette rencontre perdue par son équipe sur le score de trois buts à un. Trois jours plus tard il est titularisé en championnat face au SKN Sankt Pölten. Ce jour-là, en plus de marquer son premier but de la saison il délivre trois passes décisives et provoque un penalty pour son équipe, contribuant grandement à la large victoire des siens (2-8). Le 1er décembre 2020, Adeyemi inscrit son premier but en Ligue des champions, face au Lokomotiv Moscou, participant à la victoire de Salzbourg (1-3).
Le 10 mai 2022, Karim Adeyemi ainsi que le club allemand du Borussia Dortmund annoncent simultanément le transfert d'Adeyemi dans le club allemand pour la saison 2022-2023. Le transfert prend effet à partir de l'été et le contrat du joueur le lie au BVB jusqu'en juin 2027. Il vient renforcer l'attaque de Dortmund pour remplacer Erling Haaland.
Adeyemi se montre décisif dès sa première apparition sous les couleurs de Dortmund, le 29 juillet 2022 contre le TSV 1860 Munich en coupe d'Allemagne, en marquant son premier but. Il participe ainsi à la victoire de son équipe par trois buts à zéro.
Le 7 mai 2023, Adeyemi réalise son premier doublé pour Dortmund, lors d'une rencontre de championnat face au VfL Wolfsburg. Titulaire, il contribue à la large victoire de son équipe par six buts à zéro.
Le 4 octobre 2024, il inscrit un triplé contre le Celtic Glasgow, avec notamment un but extraordinaire du pied gauche à l’extérieur de la surface sur le côté, confirmant son excellent début de saison. 

### En jeunes
Avec l'équipe d'Allemagne des moins de 17 ans, Karim Adeyemi est sélectionné pour participer au championnat d'Europe des moins de 17 ans en 2019. Il joue deux matchs lors de ce tournoi et se distingue face à l'Autriche le 10 mai, en inscrivant un but et délivrant deux passes décisives, contribuant grandement à la victoire de son équipe (1-3). Terminant troisième de leur groupe lors de cette compétitions, les jeunes allemands ne parviennent pas à accéder au tour suivant.
Le 10 septembre 2024, Adeyemi se fait remarquer en réalisant un triplé avec les espoirs contre l'Estonie. Titulaire, il participe avec ses trois buts à la victoire de son équipe par dix buts à un.

### Avec les A
En août 2021, Karim Adeyemi est convoqué pour la première fois avec l'équipe nationale d'Allemagne par le sélectionneur Hansi Flick. Il honore sa première sélection le 5 septembre 2021 contre l'Arménie. Il entre en jeu à la place de Serge Gnabry et participe à la victoire de son équipe en inscrivant son premier but en sélection (6-0 score final).
Le 10 novembre 2022, il est sélectionné par Hansi Flick pour participer à la Coupe du monde 2022.
Il n'est pas sélectionné par Julian Nagelsmann pour disputer l'Euro 2024 en Allemagne.

## Statistiques
| Saison                | Club                  | Championnat           | Championnat | Championnat | Championnat | Coupe(s) nationale(s) | Coupe(s) nationale(s) | Coupe(s) nationale(s) | Compétition(s) continentale(s) | Compétition(s) continentale(s) | Compétition(s) continentale(s) | Compétition(s) continentale(s) | Coupe du monde des clubs | Coupe du monde des clubs | Coupe du monde des clubs | Total | Total | Total |
| Saison                | Club                  | Division              | M.          | B.          | P.d.        | M.                    | B.                    | P.d.                  | Comp.                          | M.                             | B.                             | P.d.                           | M.                       | B.                       | P.d.                     | M.    | B.    | P.d.  |
| 2018-2019             | FC Liefering (prêt)   | 2. Liga               | 20          | 6           | 4           | -                     | -                     | -                     | -                              | -                              | -                              | -                              | -                        | -                        | -                        | 20    | 6     | 4     |
| 2019-2020             | FC Liefering (prêt)   | 2. Liga               | 14          | 9           | 8           | -                     | -                     | -                     | -                              | -                              | -                              | -                              | -                        | -                        | -                        | 14    | 9     | 8     |
| 2020-2021             | FC Liefering (prêt)   | 2. Liga               | 1           | 0           | 0           | -                     | -                     | -                     | -                              | -                              | -                              | -                              | -                        | -                        | -                        | 1     | 0     | 0     |
| Sous-total            | Sous-total            | Sous-total            | 35          | 15          | 12          | 0                     | 0                     | 0                     | -                              | 0                              | 0                              | 0                              | -                        | -                        | -                        | 35    | 15    | 12    |
| 2019-2020             | Red Bull Salzbourg    | Bundesliga            | 10          | 1           | 3           | 1                     | 0                     | 1                     | C1+C3                          | 0+1                            | 0+0                            | 0+0                            | -                        | -                        | -                        | 12    | 1     | 4     |
| 2020-2021             | Red Bull Salzbourg    | Bundesliga            | 30          | 7           | 8           | 4                     | 1                     | 0                     | C1+C3                          | 3+2                            | 1+0                            | 0+0                            | -                        | -                        | -                        | 39    | 9     | 8     |
| 2021-2022             | Red Bull Salzbourg    | Bundesliga            | 27          | 19          | 4           | 5                     | 0                     | 0                     | C1                             | 10                             | 4                              | 0                              | -                        | -                        | -                        | 42    | 23    | 4     |
| Sous-total            | Sous-total            | Sous-total            | 67          | 27          | 15          | 10                    | 1                     | 1                     | -                              | 16                             | 5                              | 1                              | -                        | -                        | -                        | 93    | 33    | 17    |
| 2022-2023             | Borussia Dortmund     | Bundesliga            | 24          | 6           | 5           | 2                     | 1                     | 0                     | C1                             | 6                              | 2                              | 0                              | -                        | -                        | -                        | 32    | 9     | 5     |
| 2023-2024             | Borussia Dortmund     | Bundesliga            | 21          | 3           | 1           | 1                     | 0                     | 0                     | C1                             | 12                             | 2                              | 1                              | -                        | -                        | -                        | 34    | 5     | 2     |
| 2024-2025             | Borussia Dortmund     | Bundesliga            | 25          | 7           | 6           | 1                     | 0                     | 0                     | C1                             | 9                              | 5                              | 1                              | 5                        | 0                        | 2                        | 40    | 12    | 9     |
| Sous-total            | Sous-total            | Sous-total            | 70          | 16          | 12          | 4                     | 1                     | 0                     | -                              | 27                             | 9                              | 2                              | 5                        | 0                        | 2                        | 106   | 26    | 16    |
| Total sur la carrière | Total sur la carrière | Total sur la carrière | 172         | 55          | 39          | 14                    | 2                     | 1                     | -                              | 43                             | 14                             | 3                              | 5                        | 0                        | 2                        | 234   | 71    | 45    |

### En sélection
| Saison                | Sélection             | Phases finales              | Phases finales | Phases finales | Phases finales | Éliminatoires | Éliminatoires | Éliminatoires | Ligue Nations | Ligue Nations | Ligue Nations | Matchs amicaux | Matchs amicaux | Matchs amicaux | Total | Total | Total |
| Saison                | Sélection             | Compétition                 | M              | B              | Pd             | M             | B             | Pd            | M             | B             | Pd            | M              | B              | Pd             | M     | B     | Pd    |
| --------------------- | --------------------- | --------------------------- | -------------- | -------------- | -------------- | ------------- | ------------- | ------------- | ------------- | ------------- | ------------- | -------------- | -------------- | -------------- | ----- | ----- | ----- |
| 2021-2022             | Allemagne             | -                           | -              | -              | -              | 3             | 1             | 0             | 1             | 0             | 0             | -              | -              | -              | 4     | 1     | 0     |
| 2022-2023             | Allemagne             | Coupe du monde 2022         | -              | -              | -              | -             | -             | -             | -             | -             | -             | -              | -              | -              | 0     | 0     | 0     |
| 2024-2025             | Allemagne             | Ligue des nations 2024-2025 | 2              | 0              | 0              | -             | -             | -             | -             | -             | -             | -              | -              | -              | 2     | 0     | 0     |
| Total sur la carrière | Total sur la carrière | Total sur la carrière       | 2              | 0              | 0              | 3             | 1             | 0             | 1             | 0             | 0             | 0              | 0              | 0              | 6     | 1     | 0     |

## Palmarès

### Palmarès en club et sélections
| Red Bull Salzbourg (6)                                                                                       | Borussia Dortmund                                                                         | Allemagne espoirs (1)                     |
| --- | ----------------------------------------------------------------------------------------- | ----------------------------------------- |
| - Championnat d'Autriche - Champion : 2020, 2021 et 2022 - Coupe d'Autriche - Vainqueur : 2020, 2021 et 2022 | - Ligue des champions - Finaliste : 2024 - Championnat d'Allemagne - Vice-champion : 2023 | - Championnat d'Europe - Vainqueur : 2021 |

### Individuel
- Médaille d'or Fritz Walter des moins de 17 ans en 2019[3]